# عبد المحسن الدوسري (لاعب كرة قدم مواليد 2002)
عبد المحسن عيسى الدوسري لاعب كرة قدم سعودي ، يلعب كلاعب وسط في نادي مضر معار من نادي الاتفاق.

## مسيرة اللاعب
بدأ في نادي الاتفاق وأعير إلى نادي مضر في صيف عام 2024.